# Waltheria conzattii
Waltheria conzattii är en malvaväxtart som beskrevs av Standley. Waltheria conzattii ingår i släktet Waltheria och familjen malvaväxter. Inga underarter finns listade i Catalogue of Life.